# Walter von Siebenthal

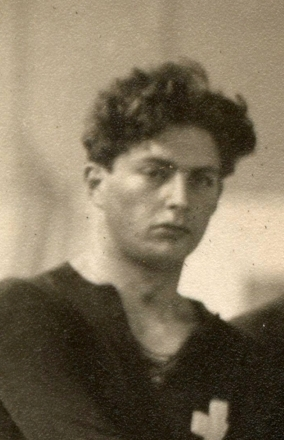
Walter von Siebenthal (1920)

Walter H. von Siebenthal (* 4. Juni 1899 in Saanen; † 6. September 1958 in Luzern) war ein Schweizer Eishockeyspieler, Hotelier und Sportfunktionär.

## Karriere
Walter von Siebenthal nahm für die Schweizer Eishockeynationalmannschaft an den Olympischen Sommerspielen 1920 in Antwerpen und den Olympischen Winterspielen 1924 in Chamonix teil. Weitere Einsätze hatte er bei den Europameisterschaften 1922, 1923 und 1924, wobei er 1922 und 1924 mit seiner Mannschaft jeweils die Bronzemedaille gewann. Zwischen 1923 und 1926 war er Kapitän der Nationalmannschaft und absolvierte insgesamt 24 Länderspiele.
Auf Vereinsebene spielte er zwischen 1919 und 1930 für den HC Rosey-Gstaad, mit dem er dreimal Schweizer Meister wurde – 1921, 1924 und 1925 – sowie fünfmal die internationale Schweizer Meisterschaft (1919, 1920, 1921, 1925 und 1928) gewann.
Von Siebenthal besaß das Hotel „Bernerhof“ in Gstaad und hatte verschiedene Funktionen im Berner Oberland inne. Zudem war er Präsident des Oberländer Skiverbandes von 1936 bis 1939 sowie sechs Jahre lang Vorstandsmitglied des Schweizerischen Eishockeyverbandes. Ab 1936 gehörte er dem Gemeinderat Saanen an und war ab 1938 Gemeindepräsident.

## Erfolge und Auszeichnungen
- 1922 Bronzemedaille bei der Europameisterschaft
- 1924 Bronzemedaille bei der Europameisterschaft